# Fool Again
«Fool Again» — пятый и последний сингл с дебютного альбома ирландской поп-группы Westlife.
Вышедший в марте 2000 года «Fool Again» стал очередным, уже пятым из пяти, синглом группы, возглавившим британские чарты. При этом он находился в Top 100 национального хит-парада Соединённого Королевства в течение 12 недель. Общие продажи композиции в Великобритании превысили отметку в 200,000 экземпляров. В родной Ирландии, тем не менее, Fool Again стал первым синглом Westlife, не сумевшим возглавить национальный хит-парад и уступил первую строчку композиции «Maniac 2000» ирландского диджея Марка Мак-Кейба.
Режиссёром видеоклипа на песню выступил Камерон Кейси, также работавший с группой над музыкальным видео для песен Flying Without Wings, I Have a Dream, Seasons In The Sun и британской версией клипа World of Our Own. Съемки проходили в Мехико, главным образом на площади Эль Зокало, а также в мексиканском городе Наукальпан-де-Хуарес.

## Список композиций
UK CD1
1. «Fool Again» (Single Remix) — 3:49
2. «Tunnel of Love» — 3:09
3. «Fool Again» (Video) — 3:49

UK CD2
1. «Fool Again» (Single Remix) — 3:49
2. «Fool Again» (Acoustic) — 3:49
3. «Don’t Calm the Storm» — 3:57

## Позиции в чартах
| Chart              | Высшая позиция в чарте |
| ------------------ | ---------------------- |
| Бельгия (Фландрия) | 38                     |
| Великобритания     | 1                      |
| Германия           | 80                     |
| Дания              | 5                      |
| Ирландия           | 2                      |
| Нидерланды         | 23                     |
| Швейцария          | 39                     |
| Швеция             | 5                      |